# Historia y teoría de la arqueología

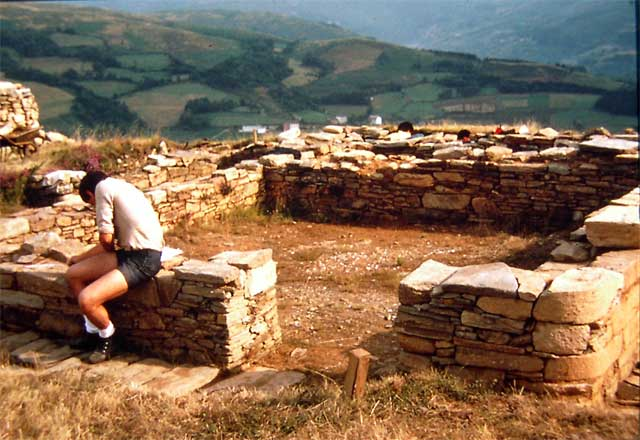
Excavaciones arqueológicas en el Castro de San Chuis (Asturias, España) en 1985

El nacimiento de la arqueología es anterior al de la disciplina prehistórica, cuando los primeros exploradores del pasado se consagraron al estudio de los grandes monumentos de la Antigüedad clásica, el antiguo Egipto y el Próximo Oriente, o, si no disponían de tan espectaculares vestigios, se dedicaron al coleccionismo de antigüedades. Ambas tendencias contribuyeron al nacimiento de la arqueología precientífica, al desarrollo del método de excavación y reconstrucción, al conocimiento de la estratigrafía y a la creación de sistemas de clasificación de artefactos. Por no hablar de la creación de un corpus gráfico tan valioso como los de David Roberts y Frederick Catherwood, o de la creación de los primeros fondos museísticos. Desde la idea del anticuario y del historiador de las grandes civilizaciones antiguas, hasta la actualidad ha habido una importante evolución.

## Del mito allogosen arqueología
Lo cierto es que durante toda su existencia, el ser humano ha sido consciente de que tenía un origen, de que había nacido en algún momento del pasado: todos los pueblos, primitivos o no, tienen tradiciones sobre su propia creación. Curiosamente, algunos, como los griegos o los hebreos, ven en ésta al ser humano como una degeneración de un modelo superior, una entidad divina de la que el hombre sería una pobre imitación decadente o impura. En el caso de los hebreos, existe una promesa de redención mesiánica, idea que ha pasado a la tradición cristiana.
Un ejemplo opuesto lo proponen filósofos también clásicos que consideran al hombre la medida de todas las cosas (Protágoras de Abdera), el cambio de mentalidad es propio de la filosofía helenística. Diodoro Sículo, admitiendo al ser humano como un animal más, advierte que, debido al estímulo de la necesidad, la sociedad y el lenguaje, se alza sobre el resto hasta convertirse en el rey de la creación, en resumen, como el último escalón del progreso biológico. La misma idea es descrita con una admirable perspicacia por el poeta romano Lucrecio: 

«Al principio, los hombres vivían como los animales, sin el arado y sin herramientas de hierro con que trabajar los campos, plantar o talar árboles. Estos hombres primeros comían sólo lo que el sol y la lluvia proporcionaban: carecían de ropas y no construían moradas permanentes, sino que vivían en cuevas y en chozas de ramas y hojarasca».
De la naturaleza de las cosas

La idea del Hombre como centro del universo se transmitió, después de mucho tiempo, a los filósofos humanistas:

«Tú (que eres por naturaleza un espíritu lúcido, bueno, inmortal, capaz de la eterna estabilidad, de la eterna verdad y del inmenso bien) recuerda que, cuando alcances la divinidad, verás, desde la cumbre, que tú mismo estás en todas las cosas».
Marsilio Ficino

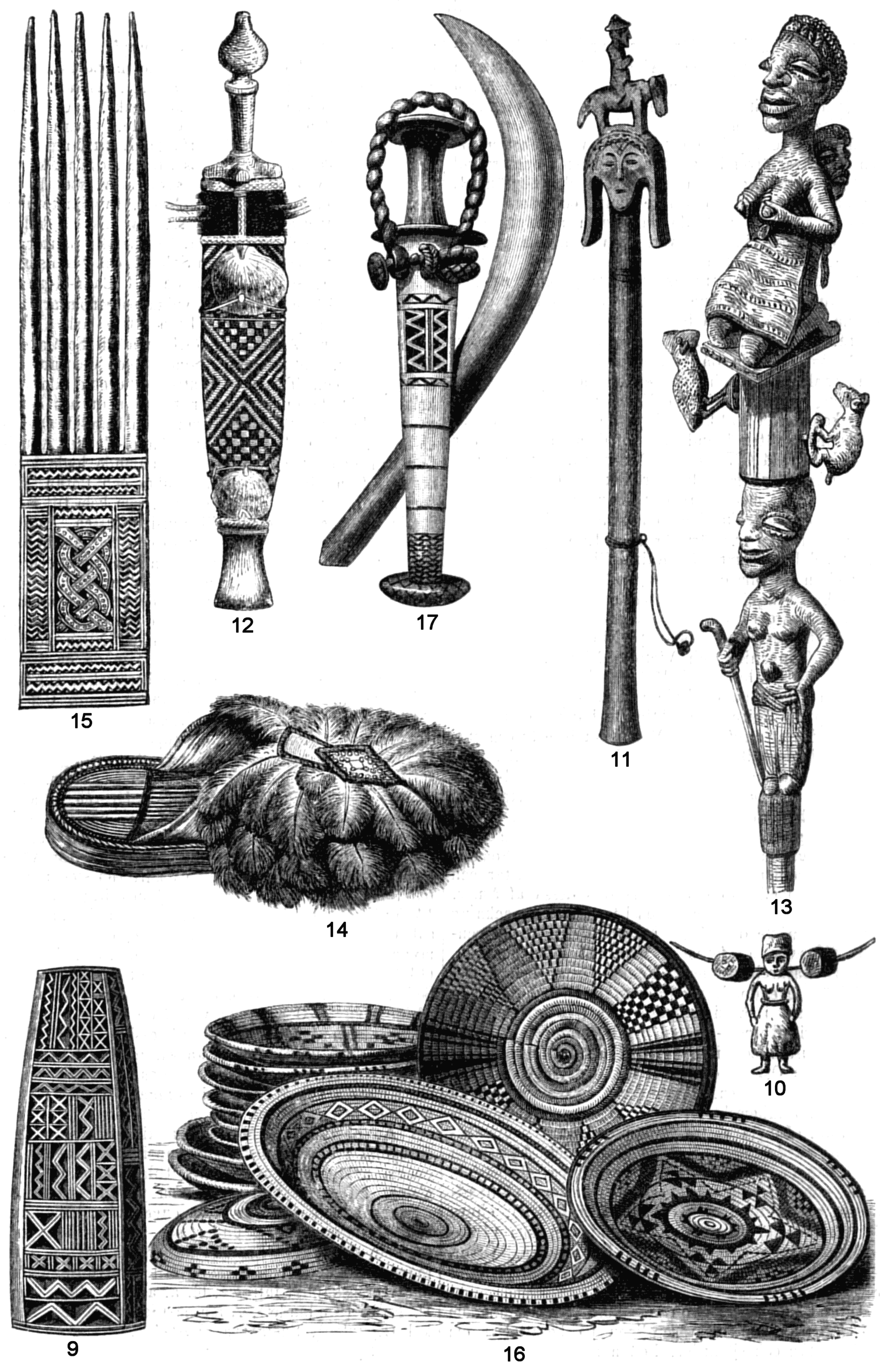
Objetos procedentes de África.

El humanismo coincide con las exploraciones portuguesas y españolas, la colonización europea de América y la instalación de factorías portuguesas en África, que tuvieron una consecuencia secundaria. Ciriaco Pizzecolli también conocido como Ciriaco d'Ancona o Ciríaco de Ancona ( Ancona c.1391 – Crémona c. 1455), fue un viajero y coleccionista de antigüedades italiano. Fue de los primeros humanistas del Renacimiento que estudió personalmente los restos físicos del mundo antiguo, y por tal motivo es recordado como el padre de la arqueología. Otros exploradores trajeron objetos de los pueblos que estaban conociendo, y ciertos estudiosos enseguida se percataron que otros objetos, muy parecidos, podían encontrarse entre las ruinas antiguas de la propia Europa (herramientas talladas en piedra, armas de cobre, joyas...). Las culturas recién descubiertas eran consideradas primitivas, eran menospreciadas, pero algunos europeos, con gran amplitud de miras, se dieron cuenta de que en Europa, forzosamente, hubo una fase pretérita en la que la cultura también era primitiva (entre ellos, Ulisse Aldrovandi (1522-1605), de la universidad de Bolonia, que suponía que estos objetos fueron usados antes de que el hombre descubriese el hierro; su mente era demasiado abierta para la época ya que fue acusado de hereje).
El Renacimiento también es el inicio de la actividad arqueológica propiamente dicha, aunque con un objetivo exclusivamente enfocado a la inspiración artística: Brunelleschi, el famoso arquitecto, fue uno de los primeros en excavar ruinas romanas, Miguel Ángel, si no participó, al menos asistió a las excavaciones de las Termas de Caracalla, quedándose atónito ante el conjunto escultórico de Laocoonte, que apareció entre sus escombros. En 1550, el arquitecto Domenico Fontana, cuando seguía la tradicional costumbre de estudiar viejas ruinas romanas, descubrió Pompeya, sin embargo no prosiguió sus trabajos y la ciudad volvió a caer en el olvido hasta el siglo XVIII.
Pompeya es, intrínsecamente, un capítulo aparte en la historia de las excavaciones, pero por sí mismos, los trabajos emprendidos allí en los siglos XVII y XIX no suponen ningún avance ni en el método ni en el concepto de la arqueología, por eso dejaremos a sus excavadores para otro artículo (que esté más relacionado con la cultura clásica y la historia del arte), incluido el mitificado Winckelmann.
En efecto, los trabajos de arqueología clásica no aportaban nada nuevo porque se limitaban a desenterrar grandes monumentos, pero no planteaban ningún problema nuevo sobre la verdadera prehistoria humana. Es más, se adaptaban perfectamente a las ideas religiosas sobre la historia del hombre, y más en el caso del cristianismo, ya que proporcionaban un contexto a la vida de Jesucristo y sus discípulos. Por otro lado, este tipo de actividades se extendió fuera de Europa, despojando las áreas colonizadas de sus más ricos tesoros: obeliscos, cerámicas, frescos, sarcófagos, esculturas, incluso edificios enteros, fueron usurpados a sus verdaderos dueños para enriquecer los fondos de grandes museos como el Louvre, el British, el Pergamon de Berlín o el Metropolitan de Nueva York.
En el ámbito español, una de las primeras obras en la que se empiezan a utilizar los restos arqueológicos como fuente de información histórica es Antigüedades célticas de la isla de Menorca de Juan Ramis, publicada en 1818 y que constituye el primer libro en castellano íntegramente dedicado a la prehistoria.

### La antigüedad del ser humano
Podemos atribuir la ruptura con las ideas religiosas sobre la creación del ser humano a excepcionales figuras del siglo XIX. Por ejemplo, Charles Lyell, que había publicado en 1833, sus Principles of Geology, explicando con bastante precisión el proceso de erosión y sedimentación de estratos y calculando la edad de la Tierra muy por encima de las ideas imperantes en la fecha, a saber, la cronología bíblica calculada por Ussher y la teoría catastrofista que reinterpretaba el Diluvio Universal. El mismo año de la publicación del geólogo británico, el belga Schmerling había excavado la cueva de Engis, en la región de Lieja, demostrando que en el mismo estrato geológico había restos de rinocerontes, mamuts y otros fósiles (algunos humanos, pero en muy mal estado) junto con útiles de sílex. La revelación fue tan increíble que ni siquiera Lyell le dio crédito.

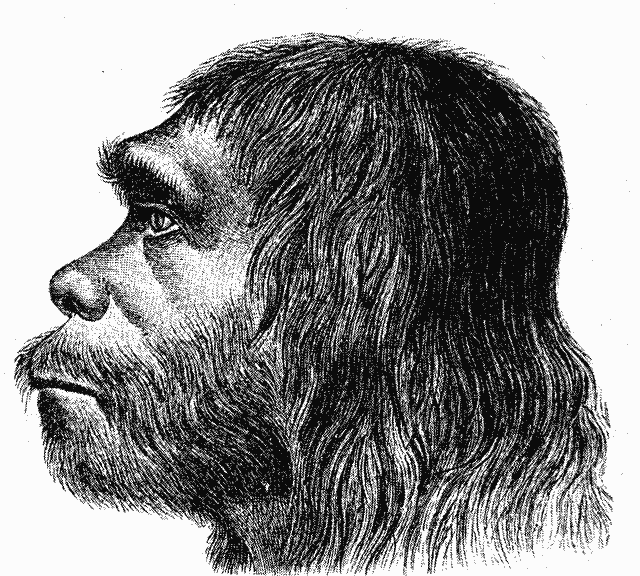
La primera reconstrucción del Hombre de Neandertal en 1888.

Cuatro años después, el francés Boucher de Perthes había hallado hachas de pedernal en las terrazas del río Somme, a más de 20 metros de profundidad y en asociación con fósiles de elefante y otros animales extinguidos. Publicó sus hallazgos en varios libros, uno de los cuales tuvo cierta repercusión en Londres. Varios aficionados se trasladaron a Abbeville para visitar la zona y colaboraron en las excavaciones del investigador francés; enterado de los detalles, Lyell claudicó y llegó a la conclusión de que su antigüedad era como mínimo de cien mil años.
Esto ocurría en 1848, el mismo año en que se descubría el primer cráneo de Neandertal en Forbes Quarry (‘Cantera de Forbes’), Gibraltar, sin embargo, este hecho fue silenciado. Darwin ya había desarrollado su Teoría sobre la evolución, que no se atrevió a publicar hasta 1859 en el libro El origen de las especies. Por entonces otro cráneo encontrado en el valle Neander, en la localidad de Feldhofer, Alemania, había salido a la luz, y esta vez sí se le dio publicidad, pero se supuso que era una persona con graves malformaciones. En 1866 nuevos restos fueron hallados en la cueva Trou de la Paulette (Dinant, Bélgica), y se parecían mucho a los hallazgos de Engis, Gibraltar y Düsseldorf. Cuando, al poco tiempo, en 1871, Darwin publicó El origen del hombre, donde defendía el desarrollo biológico humano desde un animal similar al mono, ya se había llegado a la convicción de la existencia de una especie extinguida de humano primitivo, el Hombre de Neandertal, llamado así en honor al valle del río cercano a Düsseldorf donde se hallaron los restos más conocidos. La teoría se corroboró en 1891, cuando Eugène Dubois divulgaba la existencia, en la isla de Java, de huesos de una especie más primitiva aún. Al considerarlo mitad hombre, mitad mono, su descubridor le bautizó como Pithecanthropus erectus (‘Hombre-mono que camina erguido’) y, aunque ahora se sabe que era completamente humano, durante mucho tiempo fue equiparado al eslabón entre nuestra especie y los primates superiores.

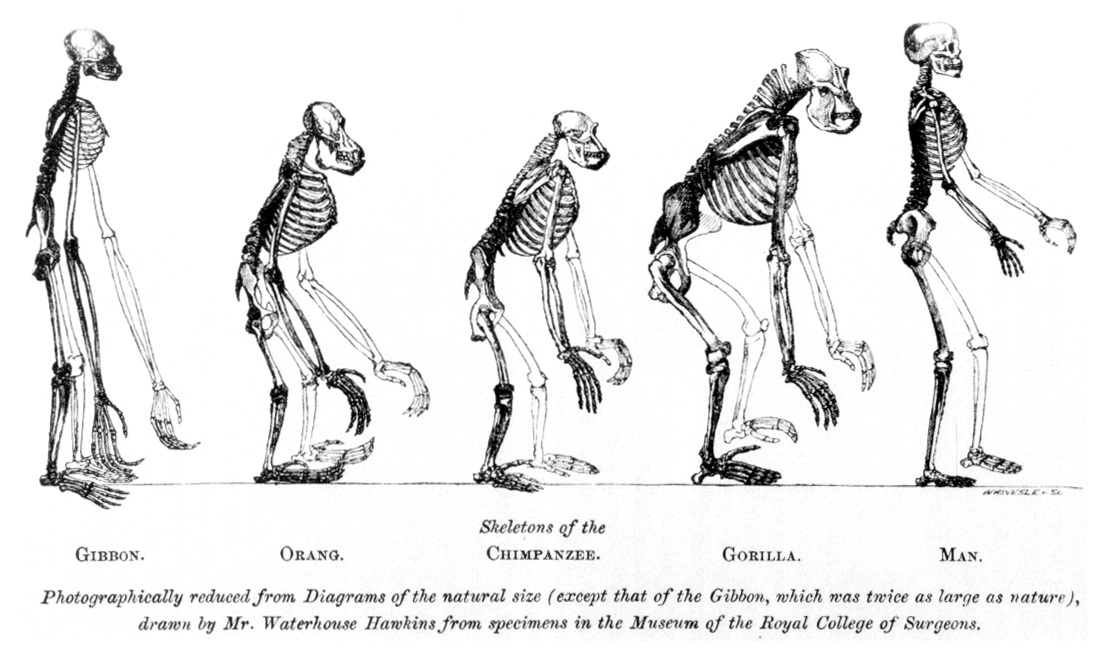
Comparativa de la anatomía de los primates superiores.

En esta fase, pues, se produce un importante ruptura que marcará el devenir de la ciencia prehistórica: se reconoce la enorme antigüedad de la especie humana (los historiógrafos suelen elegir el año 1859 como punto de inflexión), lo que plantea no pocos dilemas. El más importante, quizá, es el papel que va cobrando la ciencia frente a la religión. Porque la lucha de Lyell, Darwin, Schmerling, Boucher de Perthes y otros, es una lucha entre las creencias religiosas que ellos mismos tenían y las evidencias científicas que ellos mismos comprobaban. Esta rivalidad entre ciencia y religión no debe minimizarse, pues se extendió a toda la sociedad cultivada de la época. No se trataba ya de un problema de interpretación histórica del pasado, era mucho más: en muchos casos fue utilizada con el fin de demostrar el imparable progreso de la verdad científica. Era, en resumen, una lucha maniquea entre dos supuestas verdades absolutas, la religiosa y la científica. Si comprendemos esto, compenderemos el durísmo trance por el que tuvieron que pasar muchos de los investigadores de la época, hasta que por fin se logró (mucho más tarde) compaginar ambas cosas.
El descubrimiento del «Hombre Solo» por Eugène Dubois no fue un hecho aislado en la historia de la paleoantropología, sino que está contextualizado en una serie de hallazgos que, quizá en su momento no tuvieron suficiente significación, pero que, con el tiempo, han ido encumbrándose por su trascendencia. La siguiente línea del tiempo, que va desde la recuperación de los huesos del valle Neander, en 1856, hasta 1930 puede dar idea de lo que estamos diciendo, a destacar, el hallazgo, en 1924 del primer australopiteco por Raymond Dart, el Niño de Taung (en Sudáfrica), un homínido prehumano de extraordinaria antigüedad, que, como el caso del Hombre del Neandertal, no fue asimilado por la comunidad científica hasta algún tiempo después.

### Culturas y tipos (nace el evolucionismo)
Durante mucho tiempo, la arqueología avanzó solo por adicción o por las mejoras en las técnicas del trabajo de campo o de laboratorio, pero sin planteamientos científicos honestos. De ahí surgió el viejo adagio: «Los arqueólogos de campo excavan en la basura, los arqueólogos de laboratorio escriben basura» (Paul Bahn). Efectivamente, los especialistas en arqueología y prehistoria se confundían porque ninguna de las dos disciplinas había sido definida, salvo en los aspectos prácticos. No había un cuadro filosófico claro, se excavaba, a menudo, como otro medio de explotación colonial, o se anteponía el prestigio personal del arqueólogo a la protección del yacimiento, se buscaban tesoros y se despreciaba lo cotidiano.

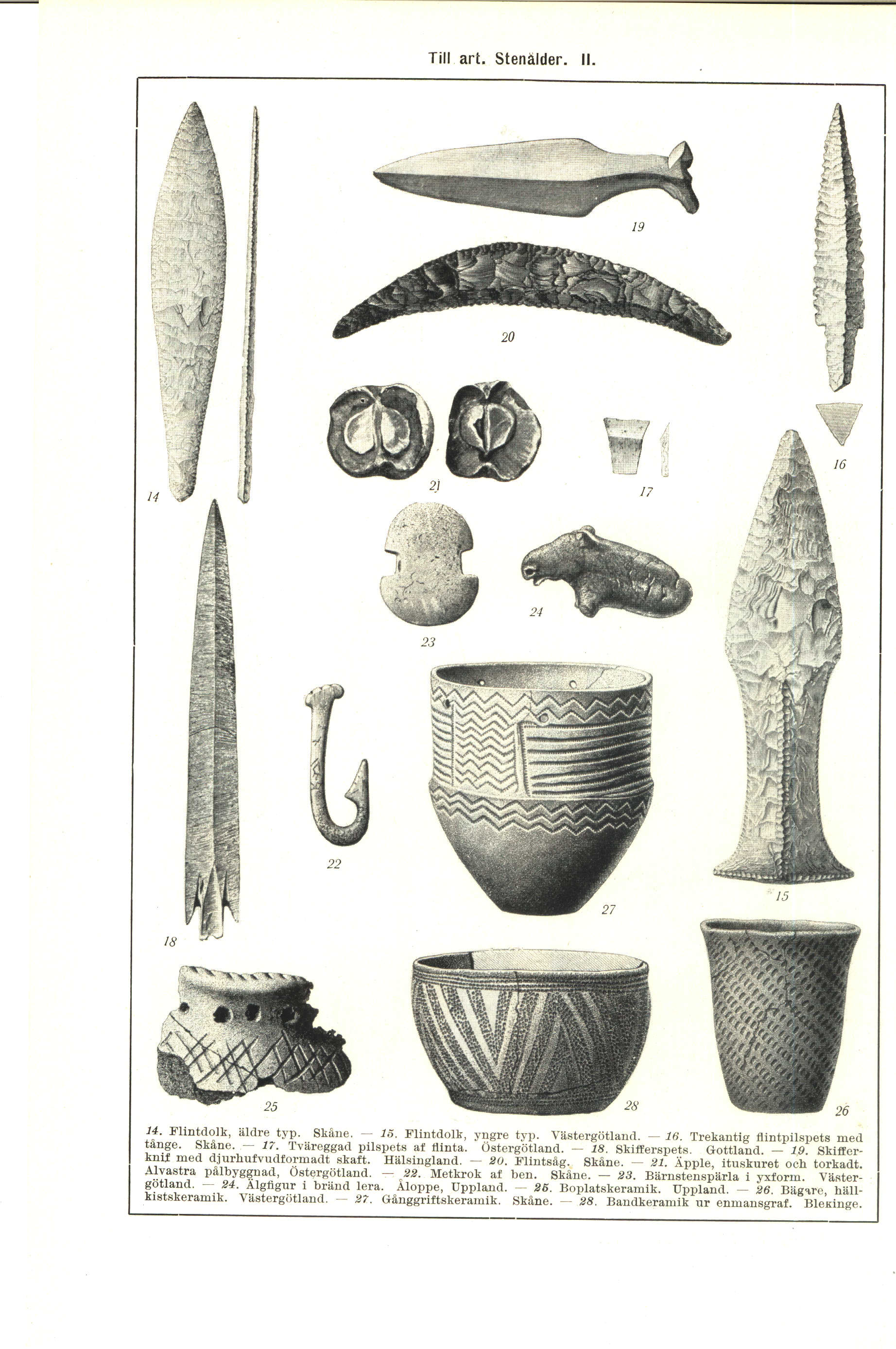
Primeras herramientas conocidas en Europa.

Eso sí, a través de la detallada definición de los artefactos arqueológicos nacieron los tipos arqueológicos; por medio de sus similitudes y diferencias, la arqueología tradicional aprendió a crear los primeros modelos abstractos, los tipos y las culturas. Los tipos, a través de sus relaciones, de su idiosincrasia, de su ausencia o presencia, de su estilo..., servían para establecer grupos humanos, es decir, culturas. Se fue mucho más allá, tomando un préstamo de la paleontología, se desarrolló el concepto de «fósil-guía», un tipo de artefacto arqueológico que distinguiría la idiosincrasia de una cultura frente a otras, de modo que su presencia permite distinguirlas fácilmente. Las culturas se vinculaban a un tiempo y a un lugar, eran manifestaciones equivalentes a los tipos, pero aplicables a pueblos con rasgos peculiares, diferenciables que, generalmente se equiparaban a etnias. De este modo la cultura arqueológica devino en ser lo mismo que la cultura material. No obstante se entendían los cambios de un modo simplista, un determinismo lineal teleológico: las leyes humanas conducían indefectiblemente al progreso. Y el paradigma del progreso era Europa. De un modo u otro, los arqueólogos habían encontrado la justificación del origen de su cultura, de su supuesta superioridad sobre el resto del mundo, en especial, la burguesía que, paradójicamente, recurría a las tradiciones del pasado para explicar su ascenso social y para justificar sus actividades como un beneficio para la humanidad. Es lo que se dio en llamar la «teoría genealógica».
Pioneros en este terreno son los daneses Thomsen y Worsaae, creadores de la idea de las tres edades de la Prehistoria (Edad de Piedra, edad de Bronce y edad de Hierro), completada por Lubbock (Paleolítico y Neolítico). Todo esto ocurría a mediados del siglo XIX (la época de las grandes revoluciones burguesas); al mismo tiempo que Darwin, Lyell, Perthes y los descubridores del Hombre de Neandertal libraban sus respectivas batallas. Sin duda fueron unas décadas prodigiosas, no tanto para el avance científico, cuanto para el cambio de mentalidad hacia la Prehistoria; pero también tristes, porque se demostró que la ciencia no era inocua y que podía ser manipulada con fines espurios.
Poco después, el inglés Pitt Rivers desarrolló la idea de que todo el material arqueológico podía ordenarse según las secuencias tipológicas. Afortunadamente Pitt Rivers se esmeró en su tarea, incluyendo en sus tipologías, no sólo objetos raros o valiosos, sino también ejemplares ordinarios y cotidianos. Otros logros de este insigne investigador de túmulos y poblados británicos es que sus excavaciones eran ejemplares: llevaba un diario, realizaba planos y perfiles, dibujos detallados y reconstrucciones. Puede decirse que Pitt Rivers transformó el oficio de anticuario en el de arqueólogo e influiría decisivamente en el desarrollo de un método científico de excavación.

### Ex Oriente lux(nace el difusionismo)

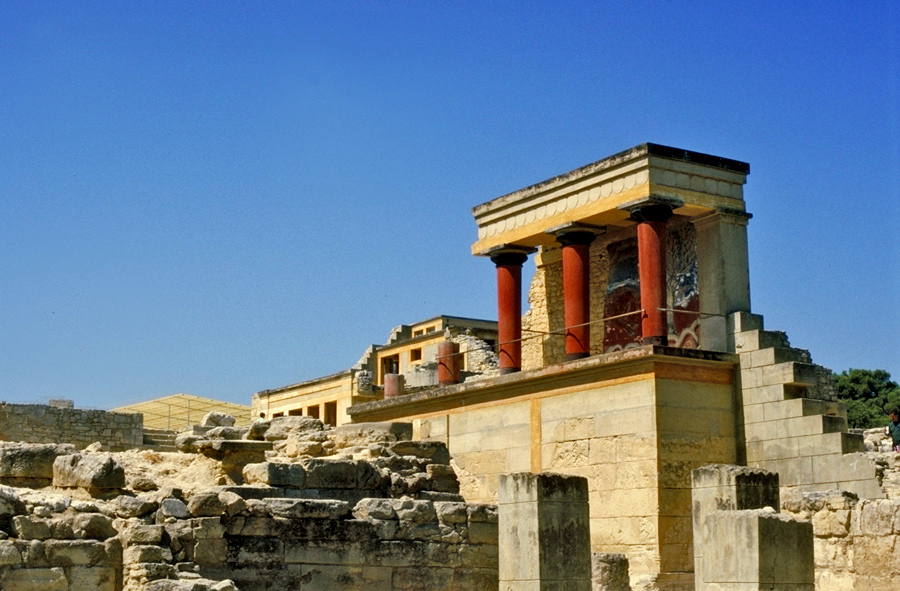
Palacio de Cnosos, en Creta, excavado y reconstruido por Arthur Evans a partir del año 1900.

La arqueología tradicional nació en el marco de una Europa colonialista, lo que condicionó su forma de interpretar los aspectos culturales. Los europeos enseguida asignaron a ciertos puntos geográficos el papel de núcleos culturales difusores de los que partían todas las grandes innovaciones. Es lo que se llama difusionismo. El difusionismo se aplicó sobre todo a momentos posteriores al Neolítico, éste y otras innovaciones posteriores se propagaron por el mundo desde allí (la agricultura, la ganadería, la escritura, la rueda, el estado, etcétera), incluyendo los megalitos, que serían pobres imitaciones de las pirámides egipcias. El difusionismo llegó a extremos propios de las ciencias ocultas, o de las seudociencias, a las que han alimentado durante décadas.
La fascinación por Oriente, espoleada por los descubrimientos de Schliemann en Troya (1870) y en Micenas (1876), hace que la arqueología occidental tenga un cuarto de siglo admirable en tierras de Oriente Medio: en el año 1900 sir Arthur Evans comenzaba a excavar en Cnosos, desvelando la civilización minoica; en 1903, en un trabajo ímprobo de seriación, Flinders Petrie ordenaba cronológicamente miles de tumbas egipcias de Naqada, Hu y Abidos, obteniendo la primera secuencia de faraones de las dos primeras dinastías del antiguo Egipto. En 1904, simultáneamente, Ernesto Schiaparelli descubría la tumba de Nefertari y Pumpelly y Shmidt descubrían los kurganes escitas de las estepas de Turquestán en Annau; en 1906 Winckler excavaba Hattusa, la capital de los Hititas; Angkor, la antigua capital del Imperio Jemer, comienza a ser estudiada por arqueólogos franceses en 1907; en 1918 Thomson y Hall excavaban Eridu; en 1921 Anderson había descubierto Yang Shao Tsum, al tiempo que Sahni trabajaba en Harappa y Banerji en Mohenjo-Daro que, con la contribución de Marshall en 1923, adquirían carta de identidad como cuna de la civilización del Indo. Ese mismo año el Illustrated London News anunciaba que Lord Carnarvon y Howard Carter habían entrado en la tumba intacta del faraón Tutankamón. Hasta ese mismo año, en que concluía el protectorado británico sobre Egipto, la mitad de lo excavado se lo quedaba el estado egipcio y la otra mitad los arqueólogos, sin embargo, no ocurrió más y las piezas de la fastuosa tumba quedaron en su país de origen. En fin, este pasmoso periodo se cierra con Leonard Woolley excavando las Tumbas reales de Ur en 1926.

El estandarte de Ur: la «Cara de la Guerra». Descubierto por Leonard Woolley en los años 20, se encuentra actualmente en el Museo Británico de Londres.

No es de extrañar esa desmesurada obsesión de los arqueólogos por el difusionismo. Sin embargo, el difusionismo parece una mera anécdota a causa de la falta de base epistemológica de la arqueología tradicional. Los grandes descubrimientos se sucedían, pero no existía ninguna intención, ni deseo por desarrollar un corpus científico que sustentara todos estos avances. Incluso cuando esta mentalidad cambió, el investigador se limitaba a acumular datos (eso sí, contemplando hasta el detalle más nimio), a clasificarlos, a ordenarlos cronológicamente y a desarrollar especulaciones históricas fuera del marco científico, sin formular hipótesis (por supuesto sin contrastarlas), sin generar conceptos claros, sin generalizar, sin buscar leyes científicas. Era común que primase el estrellato de algunos investigadores, o de algunos yacimientos, en detrimento de la humildad frente a la incapacidad científica o de la salvaguada del patrimonio. Pero supuso, al menos, el intento de crear un segundo paradigma en esta disciplina, el difusionismo arqueológico.

#### Difusionismo contra evolucionismo

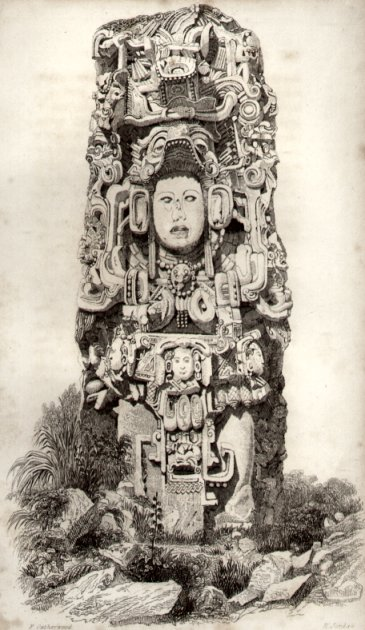
Estela de Copán, por Frederick Catherwood.

Mientras los apabullantes descubrimientos en Oriente parecían indicar que toda civilización tenía un origen común, a mediados del siglo XIX ciertos arqueólogos americanos comenzaron a contradecir con hechos estas ideas. Por ejemplo Benjamin Norman, seguido por John Lloyd Stephens y Frederick Catherwood, dieron a conocer las ruinas de Chichén Itzá en 1839 y de otras ciudades del Yucatán en 1840. Desde entonces comenzó un expolio vergonzoso cuya culminación sería la adquisición de los terrenos (por 75 dólares) por parte de Edward Herbert Thompson en 1901, el cual se dedicó a saquear su patrimonio hasta que el gobierno mexicano pudo evitarlo, otorgando en 1924 la excavación de la ciudad arqueológica a la dirección de Sylvanus Morley de la Universidad de Harvard. Poco después, en 1939, se fundaba el Instituto Nacional de Antropología e Historia (INAH), con el objeto de preservar y promover el patrimonio histórico y paleontológico de México.
Las exploraciones se extendieron hacia los Andes, gracias en gran parte a la labor del peruano Julio César Tello que, a principios del siglo XX, dio a conocer, entre otras, la cultura Paracas y la cultura Chavín y reivindicó la envergadura cultural para las culturas andinas equivalente a las mesoamericanas. Aunque destaque, por su carácter más novelístico que científico, es resaltable el descubrimiento de Machu Picchu por Hiram Bingham en 1911.
Desde que John Lloyd Stephens dio a conocer sus descubrimientos en el Yucatán en el año 1841 (Incidents in Central America, Chiapas and Yucatan), hasta que Julio César Tello difundió los primeros datos sobre el sitio arqueológico de Chavín en 1919, tuvieron lugar otros hallazgos relevantes: como los de Cyrus Thomas en los Montículos del valle del Ohio en 1887. En 1908 fue descubierto el llamado Pozo de las Osamentas por George McJunkin, en Folsom (Nuevo México). Teoberto Maler divulgaba sus hallazgos sobre Yaxchilán en 1903 y, más tarde, otros restos de la cultura maya. En 1906 el yacimiento anasazi de Mesa Verde fue declarado parque nacional de los Estados Unidos y al año siguiente todo el Chaco de Nuevo México se convirtió en monumento nacional. En 1916, Sylvanus Morley descubrió el primer calendario maya en Uaxactún (Guatemala). Entonces, se planteó el problema del origen de una serie de civilizaciones, como las americanas, que nacieron sin relación con las del resto del mundo, aisladas y que, a pesar de ello, alcanzaron niveles culturales equivalentes. La consecuencia más inmediata fue que las teorías del evolucionismo autóctono marcaron un tanto al difusionismo. Pero, mientras que para unos, este difusionismo era puro y mero determinismo cuasi biológico, otros simplemente veían un paralelismo no determinista, aunque sí, en parte causalista multilineal, ramificado, arborescente y compatible con la idea de los préstamos culturales.
Con el tiempo, ciertas zonas del continente americano se demostraron especialmente activas, especialmente creativas, por lo que el difusionismo acabó calando también, aunque por poco tiempo, en América, de la mano de Clark Wissler (1870-1947). Sin embargo, el difusionismo americano es mucho más moderado que el del Viejo Continente.

## La arqueología cultural historicista
Al mismo tiempo que en el Extremo Oriente se daba esta orgía arqueológica y en América se daban cuenta de su potencial, en Europa occidental se daban pasos decisivos para el desarrollo de la arqueología prehistórica. Hablamos sobre todo de Francia, donde se libró la batalla de la estratigrafía para determinar la secuencia del Paleolítico. Poco antes de morir, en 1898, Gabriel de Mortillet había establecido la sucesión cultural en las siguientes fases: Achelense, Musteriense, Solutrense y Magdaleniense. Sobre esta base, excavando innumerables cuevas, Henri Breuil refundió progresivamente el cuadro general del Paleolítico, dándolo por bueno en 1932: a las culturas señaladas por Mortillet añadió un Abbevillense, previo al Achelense; también estableció unos niveles anteriores al Solutrense, que denominó Auriñaciense. Poco después Denis Peyrony, rival de Breuil, enriqueció la secuencia con el Châtelperroniense y el Gravetiense (ambos surgidos de la división del Perigordiense). Previamente, los geólogos Bruckner y Penk, estudiando los depósitos del Danubio, establecieron en 1903 la existencia de cuatro glaciaciones cuaternarias que bautizaron con nombres de afluentes de este gran río: Gunz, Mindel, Riss y Würm (Breuil se apresuró a correlacionar las culturas con las cuatro glaciaciones).

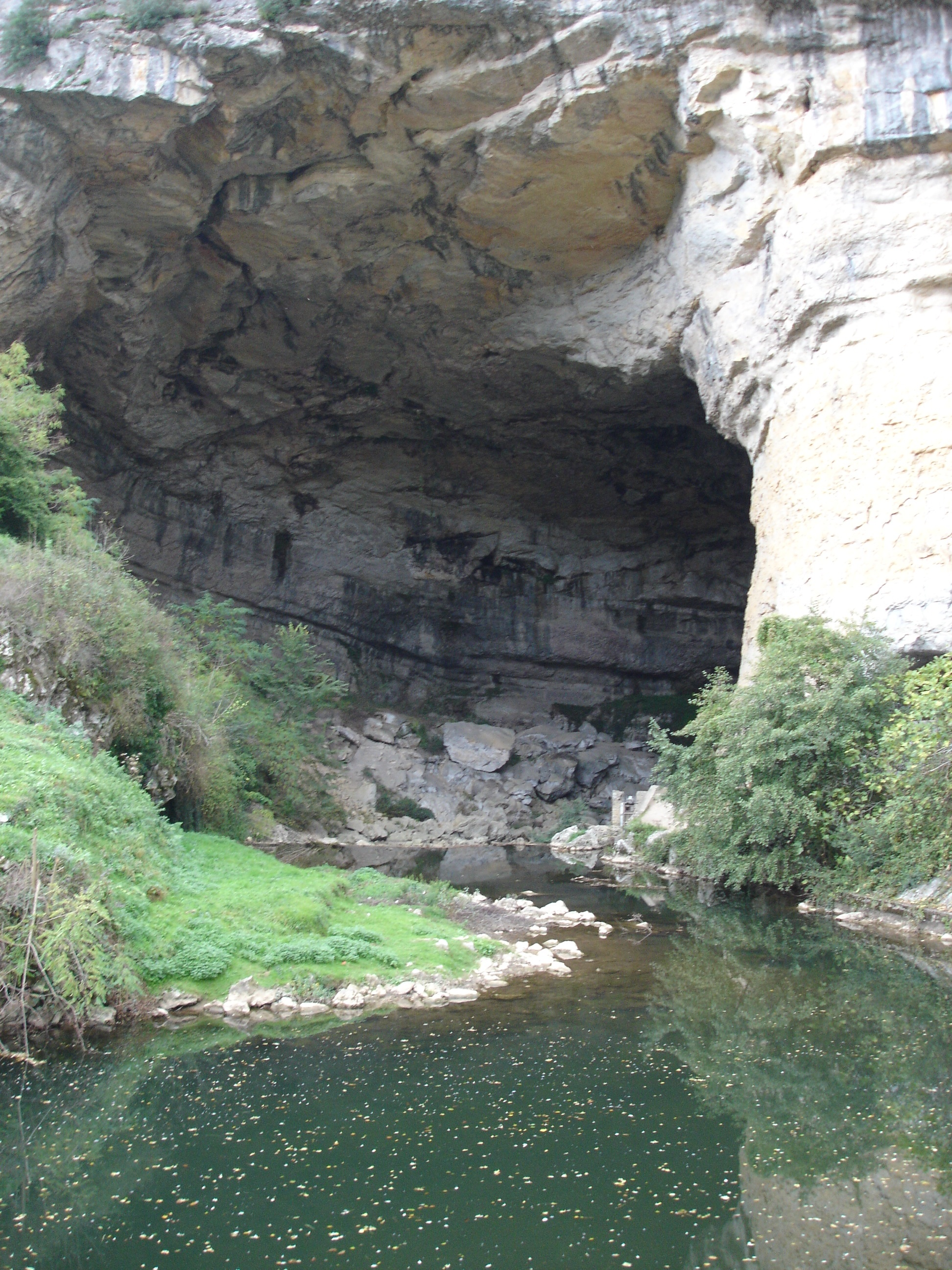
Cueva de Mas d'Azil, sitio epónimo del Aziliense.
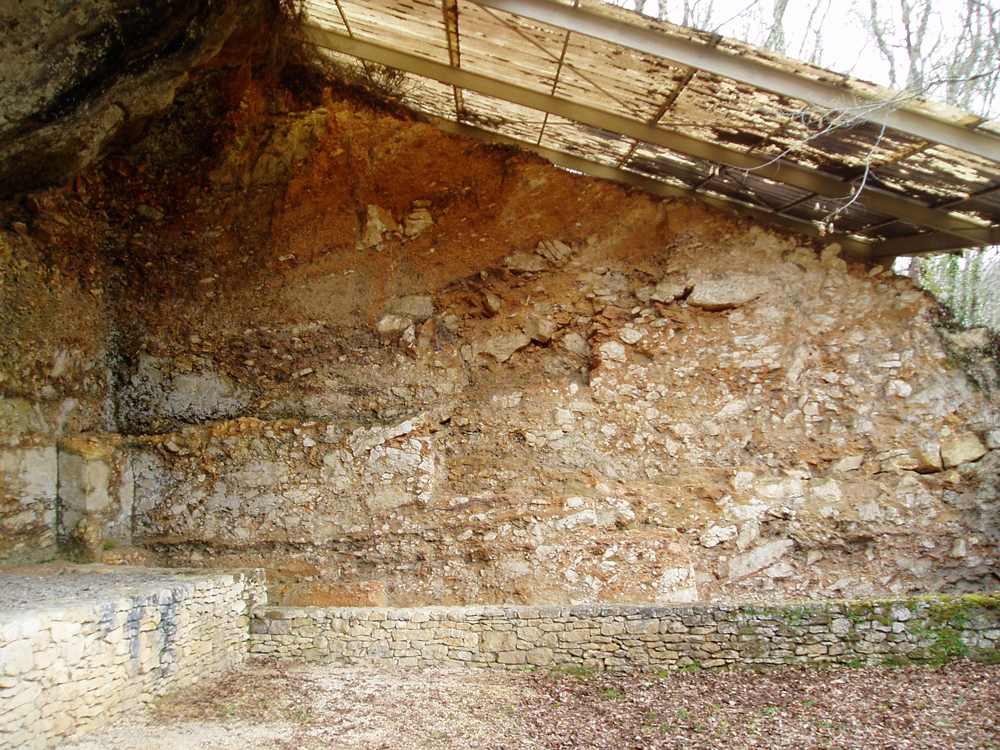
La Ferrassie da nombre a una facies Musteriense.
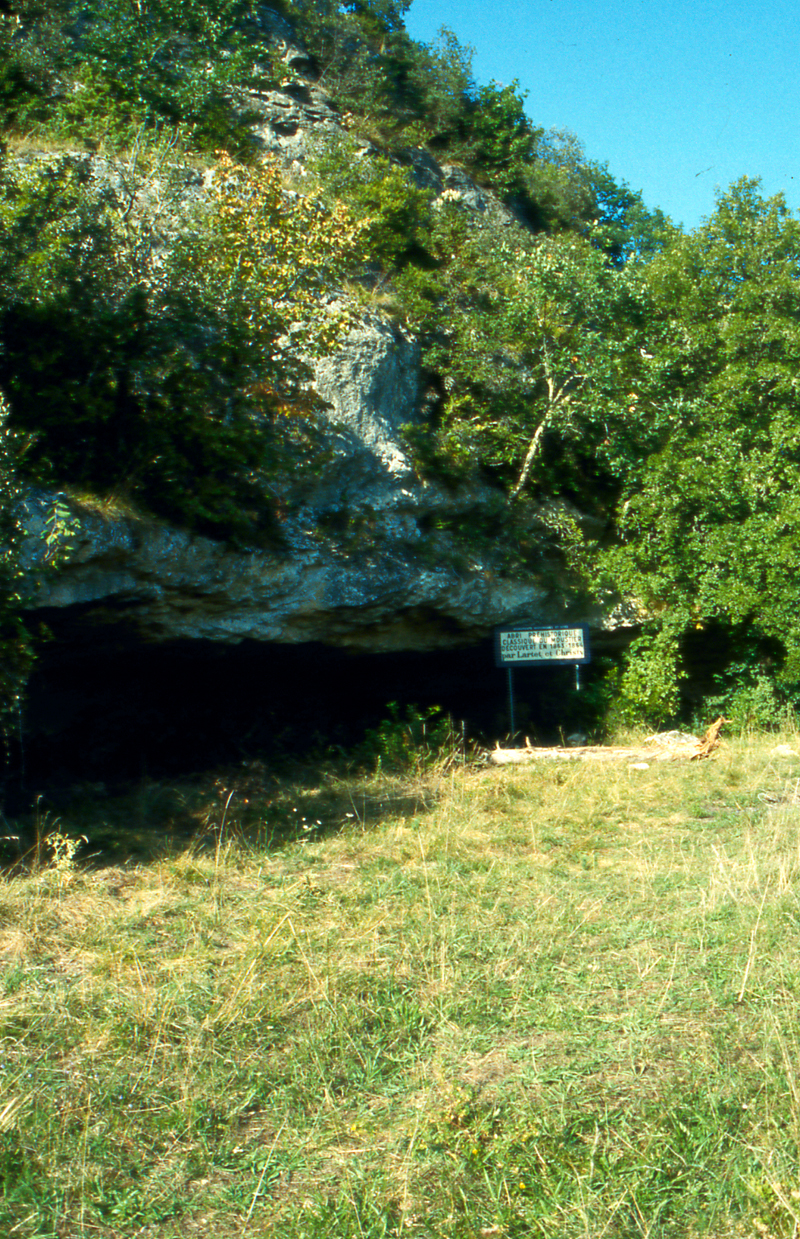
Cueva de Le Moustier, epónimo del Musteriense.
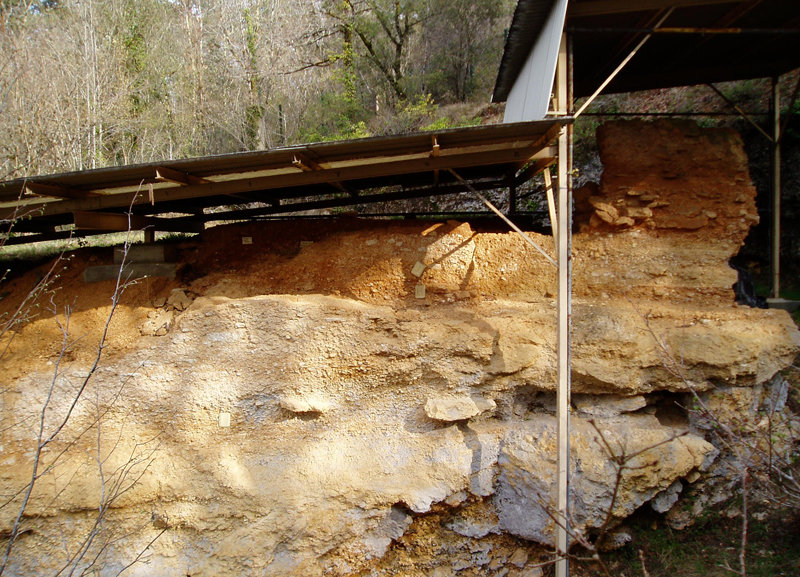
La Micoque, que da nombre al Micoquiense.

Todas estas aportaciones surgen de una metodología meramente estratigráfica, pero a veces carecían de deontología. Muchos yacimientos fueron literalmente vaciados en una loca carrera por ser el primero en establecer la secuencia. Breuil y Peyrony son el ejemplo más dramático del sacrificio de toneladas de estratos arrojados a las graveras, sin un momento de respiro para meditar. Era como un choque de trenes en el que pareció vencer Breuil, pues sus teorías prevalecieron, pero, en realidad, todos salimos perdiendo, pues la cantidad de información que se perdió jamás podría ser sustituida.

«Ello explica por qué lo que se sabe de los más grandes yacimientos paleolíticos cabe en algunas cortas páginas, excepción hecha del sílex. Incluso para el sílex puede discutirse hasta lo infinito sobre las verdaderas divisiones de los periodos, como si Carlomagno, Jules Ferry y Cicerón fuesen objeto de discusiones en cuanto a su orden cronológico»
André Leroi-Gourhan, op. cit. página 151

Recientemente, un arqueólogo danés definió esta ansia por excavar para ver qué pasa como una enfermedad que atacaba a ciertos científicos, la llamó «la rabia del arqueólogo».

«Cuyos síntomas consisten en una inevitable tendencia a destruir la mayor extensión posible del yacimiento que se excava, para obtener el máximo de información y en el sagrado nombre de la ciencia arqueológica»
página 62

Esta era la triste realidad que rodeó a los hoy afamados arqueólogos franceses de principios del siglo XX. Para ellos, la Prehistoria no llegaba más allá de ser una mezcla de Paleontología e Historia de las culturas. Cierto que se creó un cuerpo enorme y coherente de conocimientos, pero la Prehistoria tenía una exigencias muy superiores. Por eso, a lo más que se llegó fue a una sucesión lineal de culturas, unas tras otras, dividiéndose como ramas de un árbol, caminando indefectiblemente hacia el progreso, hacia la luz. La descripción y la búsqueda de similitudes entre grupos tipológicos es muy importante para la Arqueología cultural, de ahí el interés en la taxonomía. Lo cierto es que la mayor parte de las innovaciones técnicas de la arqueología (sobre todo la prehistórica) proceden de la escuela historicista. No sólo hablamos de la recopilación de un impresionante registro, también de los procedimientos de trabajo. Pero este paradigma tradicional renunciaba, generalmente, a la inferencia y a la generalización, por lo que sus logros son, casi todos, descriptivos, esto es, de muy bajo nivel epistemológico; como mucho se alcanza un nivel epistemológico medio, pero nunca el más elevado. El resultado es una serie de conclusiones estructuradas de manera similar a la de los historiadores: son empíricas, narrativas e ideográficas, es decir, sin posibilidad de verificación científica.
Pero en 1925 había ocurrido un hecho tan crucial como cualquier descubrimiento arqueológico, el australiano Vere Gordon Childe editaba «Dawn of the european civilization», que, en palabras de Glyn Daniel es «no sólo un libro de una incomparable erudición arqueológica, sino también un nuevo punto de arranque para arqueología prehistórica». En él, desarrolla sus teorías sobre el impacto Indoeuropeo en el origen de la civilización occidental. A pesar de sus tendencias marxistas, el tema resultó muy delicado, si se tiene en cuenta su coincidencia con el ascenso del fascismo. En cualquier caso, Childe realizó un análisis multidisciplinar de gabinete (de hecho no era especialmente destacable como arqueólogo de campo) del problema indoeuropeo, analizando la lingüística, los movimientos migratorios, las invasiones, etc. Repitió sus estrategias multidisciplinares sobre el Neolítico, más desarrolladas en el campo teórico que en el práctico, siendo el creador de la expresión Revolución Neolítica, como contraposición a la Revolución industrial. Childe nunca renegó del difusionismo, pero sin llegar a conclusiones lunáticas como las que hemos ejemplificado, es lo que se ha llamado «difusionismo modificado». De hecho, al explicar los cambios en las sociedades antiguas, Childe asumía la influencia de otras culturas. Los grandes cambios, tales como la Revolución Neolítica, los atribuyó a algún foco de irradiación.

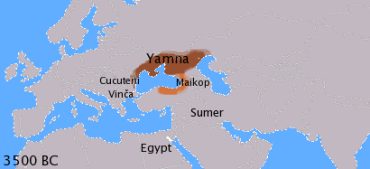
Proto-Indoeuropeos en el 4.º milenio a. C.
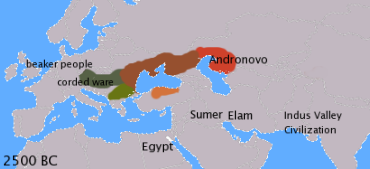
Indoeuropeos en el 3.er milenio  a. C.
Indoeuropeos en el 2.º milenio  a. C.
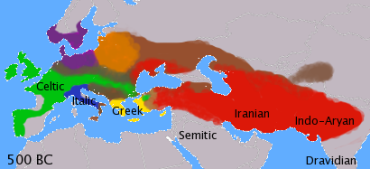
Indoeuropeos en el 1.er milenio  a. C.

A partir de ahora ya no se hablaría de una simple sucesión de culturas: el modelo cambió, las ramas del árbol no crecían independientes, se mezclaban unas con otras, se entrelazaban, se retorcían e iban hacia atrás a veces. Se produjo la renovación teórica de lo que se ha dado en llamar Arqueología Cultural Historicista: los arqueólogos comprendieron que las culturas se influían mutuamente, pero también que competían y se solapaban; y que ciertos “estilos” en los tipos de artefactos eran una demostración de enlaces socioculturales, migraciones, invasiones o procesos de difusión cultural. Como diría Matthew Johnson, ya no sólo se trataba de crear una sucesión de culturas colocadas unas sobre otras, sustituyéndose sin relación aparente entre ellas, como en una torre o, mejor, como en el horario de una agenda; a partir de ahora también había que dibujar mapas llenos de manchas con flechas que iban de aquí para allá. Aunque Johnson no lleva el símil hasta sus últimas consecuencias, los arqueólogos parecerían jefes de estación organizando horarios e itinerarios, pero no de trenes, sino de culturas prehistóricas; ignorando por completo a los pasajeros, a los individuos.

### Arqueología tecnológica
A falta de avances epistemológicos, la arqueología tradicional renunciaba a indagar aspectos psicológicos y sociales de las culturas que estudiaba, reconociendo que de hacerlo se incurriría en una especulación completamente vana. Pero tras la Segunda Guerra Mundial pudieron favorecerse y reforzar su trabajo con la ayuda de numerosos avances técnicos susceptibles de ser aplicados en Arqueología: la sedimentología desarrollada por Wadell desde 1932; también era conocida desde los años 30, la datación por dendrocronología desarrollada por Andrew Ellicott Douglass y la palinología, introducida en las excavaciones por los ingleses Hyde y Williams en 1944. La prospección aérea se desarrolla en los 50 gracias a la labor del francés Roger Agache y el inglés Osbert G. S. Crawford. La datación por 14C fue desarrollada por William Libby entre 1945 y 1949; el refinamiento del sistema de excavación cuadricular por coordenadas cartesianas y siguiendo los estratos naturales, por parte de Mortimer Wheeler en 1954, las aportaciones en la cronología del Cuaternario (geomorfología cuaternarista), el descubrimiento de la cronología isostática para las playas fósiles; los descubrimientos paleoantropológicos de Louis Leakey desde finales de los 50; el desarrollo de la tipología lítica por François Bordes, la introducción de cálculos matemáticos sencillos. La aplicación de los estudios de microfauna por Chevchenko y el primer estudio integral del medio ambiental en Star Carr (Inglaterra) por el arqueólogo Grahame Clark, ambos en los años 50... En general la Arqueología prehistórica desarrolló una serie de procedimientos prácticos apoyados en los descubrimientos de otras ciencias más avanzadas, casi todas procedentes del campo de las Ciencias naturales o, incluso, de la Ingeniería.

«En la segunda mitad del siglo XX, se puede ver una regresión muy clara de las excavaciones "salvajes" emprendidas sin fines precisos, simplemente porque se encuentra "apasionante" (¡es el término que siempre se usa a este respecto!) desenterrar tal o cual vestigio del pasado»
Laet, op. cit. página 244

Sin embargo, todavía hoy se ven ejemplos del intento de vaciado total de yacimientos por el mero hecho de prestigiar tal o cual región, tal o cual universidad, tal o cual equipo investigador. Todavía es necesario recordar que el arqueólogo, el prehistoriador, no es un excavador, es un investigador cuyo objetivo primordial es la protección de un patrimonio arqueológico que no le pertenece. La excavación debe ser el último recurso, el principal, pero no el primero:

«Lo que supone un verdadero crimen para la ciencia es la explotación desconsiderada de yacimientos no amenazados, como son las cuevas, y la ausencia de una protección absoluta sobe todo lo que reposa en la tierra»
André Leroi-Gourhan, op. cit. página 149

## Las tendencias actuales
Actualmente el historicismo cultural sobrevive en muchas zonas del globo, si bien matizado e influido por la renovación constante de la teoría arqueológica. Hoy día, este paradigma ya se atreve a realizar inferencias sobre estructuras económicas en los periodos más antiguos de la Prehistoria y, a medida que ésta avanza, ya se incluyen también deducciones sociales e, incluso, espirituales, aunque, en este ámbito, como diría Gabriel Camps, «campa la especulación». El énfasis principal de los modernos seguidores de este paradigma es el establecimiento de una cronología precisa, concentrarse en la minuciosidad del trabajo de campo (la excavación, la tipología, la tecnología, en fin, los datos empíricos, con una impresionante panoplia de ciencias auxiliares). Igualmente en el ámbito de la antropología física, se centran en descripciones precisas de cada medida o cada coeficiente óseo, huyendo de las generalizaciones, lo que conduce a la multiplicación de las subespecies humanas perfectamente situadas cronológica y culturalmente, pero mal relacionadas genéticamente.
A partir de los años 60, el panorama comenzó a cambiar, apareciendo más enfoques científicos, muchos de los cuales tenían pretensiones nomotéticas que, mal o bien enfocadas, beneficiaron y enriquecieron las perspectivas epistemológicas de la Arqueología y la Prehistoria. La prueba radica en que ya hay, por fin, manuales universitarios que no se limitan a explicar la mecánica del trabajo arqueológico, o la simple sucesión de culturas, atreviéndose a enfrentarse a los problemas de interpretación teórica de los resultados. El desarrollo de la teoría arqueológica ha acarreado la imposibilidad de abarcar todas las tendencias, siendo unas claramente mayoritarias («archaeological mainstreams») y otras muy localizadas («archaeological minorities»), lo que no les quita valor epistemológico, pero sí dificulta su acceso.

### La Nueva Arqueología anglosajona
La Arqueología procesual, también llamada Analítica o Nueva arqueología nace en el ámbito anglosajón en los años 60, aunque tiene precedentes. Su máximo exponente es el estadounidense Lewis Binford seguido de los británicos David L. Clarke y, ya en las últimas décadas del siglo XX, Colin Renfrew; su extensión es amplia: Estados Unidos, Reino Unido, Australia, Holanda, países escandinavos... La arqueología procesual se manifiesta abiertamente en contra del historicismo arqueológico por su falta de inquietud científica y por la carencia de un enfoque o paradigma explícito. De hecho, la arqueología procesual defiende la aplicación del Método científico, a veces de un modo muy rígido, propio de las Ciencias naturales y por la enorme influencia de la Antropología social y de los planteamientos de la Filosofía analítica, tanto anglosajona como de la Escuela de Viena.

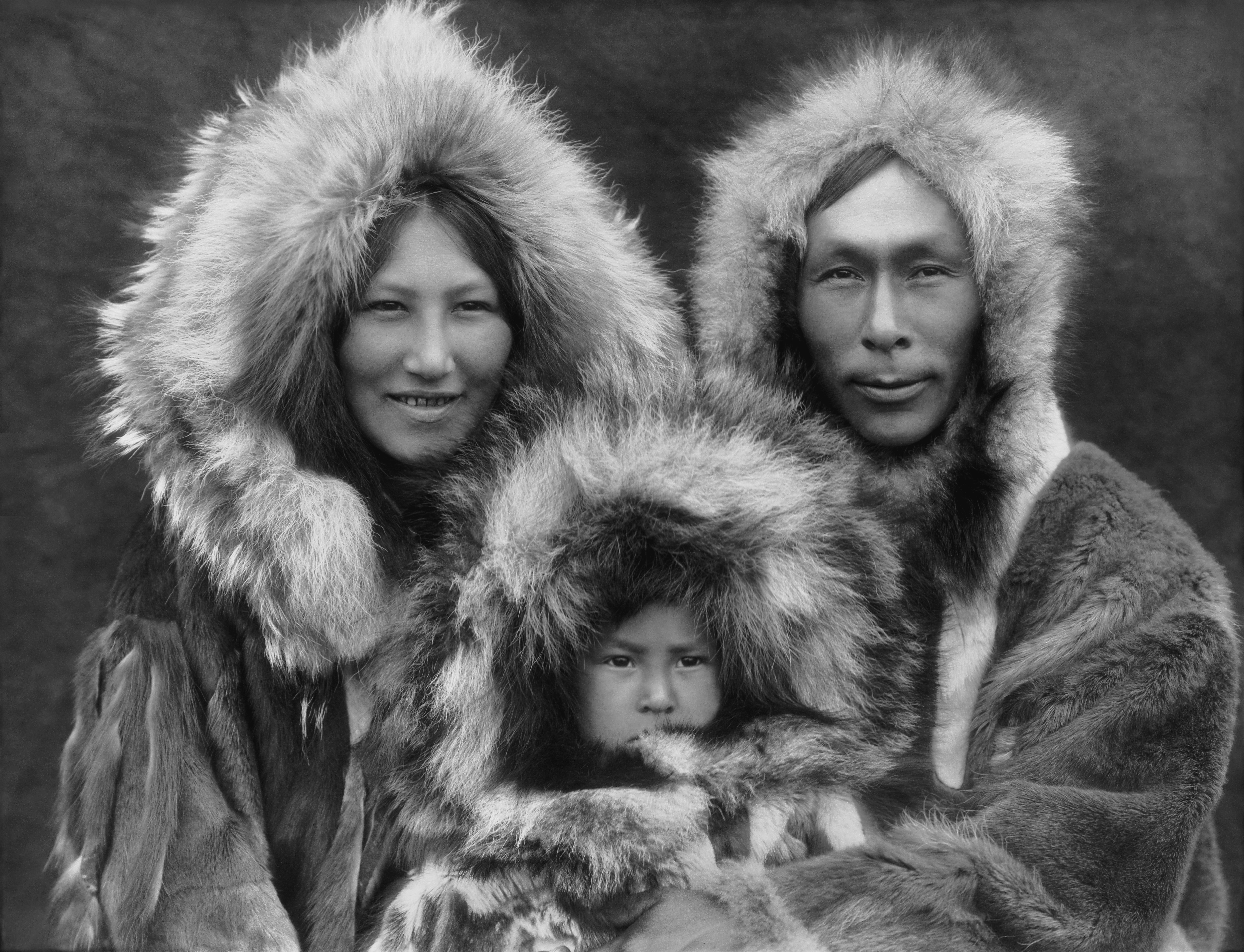
Los esquimales fueron uno de los pueblos tomados por Lewis Binford para establecer comparaciones con el Musteriense europeo por medio de la traducibilidad.

Por otro lado, la nueva arqueología, o como quiera calificársela, define los grupos humanos como sistemas culturales completos y abiertos, sujetos a los estímulos del medio ambiente. La cultura de estos grupos tiene una serie de elementos inmateriales y otros materiales; estos últimos son los que se conservan en los yacimientos. Nutriéndose de las teorías antropológicas sociales, los procesualistas dividen cada sistema cultural en subsistemas (cuyo número y concepción depende del investigador) que abarcan aspectos: económicos, tecnológicos, psicológicos, espirituales y organizativos. Todos ellos se interrelacionan con el entorno, adaptándose para asegurar la subsistencia del grupo.
Dado que en los yacimientos sólo conservamos restos de la cultura material, ésta debe ser estudiada como un reflejo subsidiario de todo el sistema cultural. Por tanto, el enfoque de su análisis debe ir dirigido a asignar un papel a cada resto arqueológico, para que represente cada uno de los subsistemas (traducibilidad). De este modo, sería posible reconstruir los subsistemas desaparecidos a partir de las huellas que dejan en la cultura material. Para ello, es decir, para recuperar los aspectos inmateriales, hay que emplear la inferencia antropológica. Lo malo es que este tipo de procedimiento inductivo es eficaz en tanto que los restos son más completos, están mejor contextualizados y, especialmente, si son más recientes. Cuando el contexto es relativamente completo, es factible inferir aspectos económicos, sociales, espirituales e, incluso, ideológicos...
En América y Australia, además de muchos países del Tercer Mundo, se ha mantenido una continuidad cultural entre los primitivos actuales, o indígenas, y sus antepasados prehistóricos. Esto facilita la inferencia y la extrapolación etnológica. En cambio, en Europa hay un profundo hiato (periodo sin sedimentación), sobre todo, respecto a la Edad de Piedra. A pesar de ello la arqueología procesual ya ha calado en el Paleolítico del Viejo Mundo al tiempo que ha fracasado en su aplicación a yacimientos complejos que abarcan periodos históricos (clásicos, medievales, etc. ). Pero donde las inducciones analíticas han avanzado ostensiblemente es en la investigación de los periodos de la Prehistoria posteriores a la Edad de Piedra (no es lo mismo aplicar el procedimiento a una flecha Hopi que a una hoja de laurel solutrense; pero si hablamos de la revolución Neolítica, o del fenómeno megalítico, la cosa cambia).
Tras la inferencia, es necesaria la verificación. Aquí es donde más críticas ha recibido la nueva arqueología; pues, aunque se postula como seguidora de las ciencias duras, sus procedimientos de contrastación de hipótesis son bastante débiles. Realmente se basan en la llamada «Teoría de Nivel Medio» desarrollada por Binford y que, simplificando mucho, se puede explicar como una extrapolación de los datos etnográficos a los arqueológicos. Después de décadas de ensayos, la realidad ha proporcionado algunos aciertos, pero se ha demostrado que el procedimiento de Binford llega a ser demasiado reduccionista en la mayoría de los casos.

### La Arqueología marxista moderna
El marxismo, desde sus inicios, nace muy ligado a la creación de una teoría de alto nivel que explique la evolución histórica. No es raro, pues, que haya sido aplicado a la Prehistoria. Los trabajos de Marx apenas hacían referencia a los periodos primitivos, tanto por la época en la que los escribió (a mediados del siglo XIX apenas se sabía nada de las etapas preliterarias de la humanidad), como el lugar en el que se inspiró, el que mejor conocía, la Europa de la Revolución industrial. Sin embargo Engels hizo un intento de acercarse al mundo primitivo en su libro «El Origen de la familia, la propiedad privada y el estado» (1884). Su acercamiento fue meramente especulativo y con escaso fundamento. Su interés es más testimonial que científico.
Suele decirse que Gordon Childe es uno de los primeros arqueólogos marxistas, pero su marxismo es más ideológico y personal que epistemológico. En realidad la Arqueología Marxista comenzó a desarrollarse con fundamento después de la Segunda Guerra Mundial, tanto en países comunistas como capitalistas. especialmente en Francia. Figuras como W. Raczkowski en Polonia; el checo Robert Malina (afincado en Estados Unidos), los rusos Sergei A. Semenov o Leo S. Kleijn y el chino Jia Lampo. De origen occidental, Maurice Godelier, Marshall Sahlins (en su primera etapa) o Jonathan Friedman, son algunos de sus principales representantes.

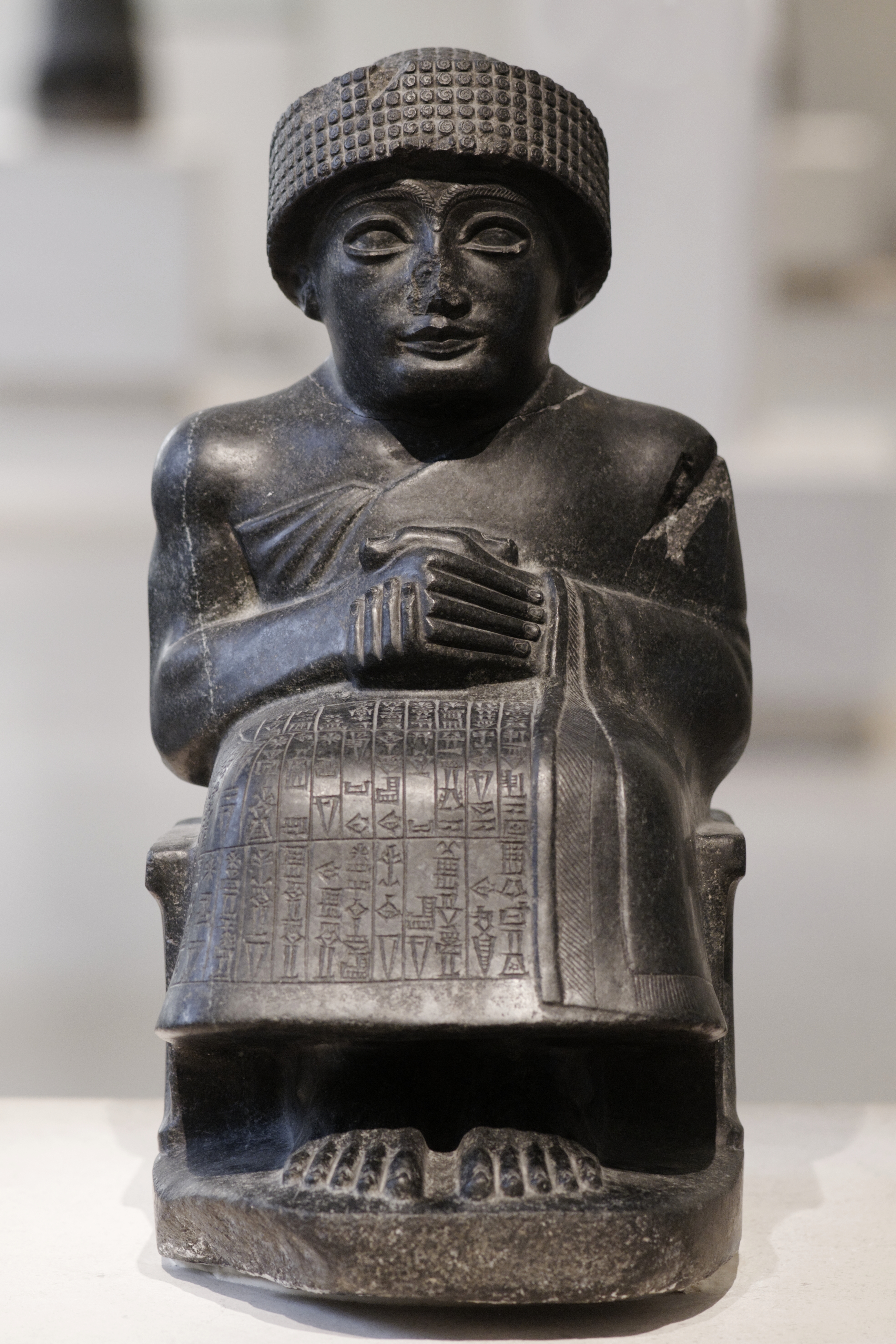
Estatua sedente del príncipe Gudea, patesi de la ciudad-estado sumeria de Lagash.

```
                                           
Agricultura
   +  
Ganadería

N        L                                \___________   ___________/
A        A                                            \ /
C                                                      |
I                                  Propiedad Colectiva—>Excedentes de producción
M        A                         \__________________   _______________________/
I        U                                            \ /
E        T                                             |
N        O                             Necesidad de un control del excedente
T        R                                       NACE LA AUTORIDAD
O        I                                             |
         D                              Surgimiento de 
conflictos
 internos
         A                                 /                           \
D        D                                /                             \
E                                    La 
autoridad
 se          La clase dominante
                                    hace hereditaria                se une
                                    \________________   ____________________/
                                                     \ /
                                                      |
 Modo de Producción                           COMUNIDAD DOMINADA
Asiático (a partir de                                 |
     Godelier)                                  Clase explotada
```

Sus principios fundamentales se basan, lógicamente, en la aplicación del Materialismo histórico: Las formaciones sociales humanas tienen un orden regido por las relaciones de producción. Éstas, en su conjunto, forman la llamada Infraestructura de la sociedad. Pues bien, la infraestructura establece la conciencia del ser humano, su psicología, su organización jerárquica, jurídica y política, es decir, su Superestructura (y no al revés, como sostenían otros cuadros teóricos sobre las sociedades humanas).
La poderosa influencia de la Infraestructura sobre la Superestructura es fundamental, pero no necesariamente determinista o mecanicista (tal concepto depende de las diferentes tendencias dentro del marxismo). Por otra parte, dentro de la Infraestructura, las relaciones de producción son lo más importante, ya que, en su seno, se desarrolla la dialéctica, el conflicto interno que, en resumidas cuentas, es el motor de la Historia.
Es decir, los desequilibrios, las asimetrías, las crisis dentro de las relaciones sociales de producción son las causas que provocan los cambios, las innovaciones, las regresiones, lo que suele denominarse progreso. En una sociedad contemporánea capitalista, la lucha de clases es el fenómeno dialéctico que estimula los cambios históricos. Pero en la Prehistoria, los causantes fueron otros.
Técnicamente, para el paradigma marxista, durante la Prehistoria hay dos grandes episodios: el primero sería el llamado Comunismo primitivo, el segundo es el Modo de Producción Asiático (ambos separados por lo que Gordon Childe denominó Revolución neolítica). Para los arqueólogos marxistas ha sido factible establecer las causas de la dialéctica interna dentro de las relaciones de producción del Modo de Producción Asiático, ya que éste posee indicadores tales como la autoridad, la riqueza, la guerra, la esclavitud y, en resumidas cuentas, la explotación de unos por otros.
El mayor problema al que se han enfrentado ha sido encontrar el motor del cambio en el Comunismo Primitivo, pues éste, generalmente ha sido visto como un sistema relativamente estable y coherente. Sin embargo, en las últimas décadas, numerosos investigadores han logrado desbaratar la imagen idílica de que las sociedades primitivas son armónicas; al contrario, se está viendo que todas ellas tienen contradicciones debidas a factores que hasta ahora habían sido difíciles de percibir: la jerarquización por sexo y edad, la dualidad caza-recolección (ya que la caza suele ser más prestigiada, pero la recolección es más constante y eficaz, con lo que realmente se estaba planteando ya, desde el Paleolítico una teoría del valor trabajo), los problemas de integración social, la propia evolución biológica y la poderosa influencia del entorno ambiental que, a fin de cuentas, se convierte en el medio de producción por excelencia.

### La Arqueología postprocesual
En los años 1980, un nuevo movimiento surgió en la arqueología anglosajona. Sus protagonistas fueron Michael Shanks, Christopher Tilley, Daniel Miller y, sobre todo Ian Hodder. Debido a que cuestionaban el procesualismo o Nueva arqueología y a que se basaban en presupuestos postmodernos, recibieron la etiqueta de Arqueología postprocesual. A diferencia del procesualismo, reniegan de la capacidad de alcanzar verdades absolutas por medio del Método científico, asegurando que cada investigador lleva a cabo su trabajo, no sólo desde un paradigma, sino también fuertemente influido por sus circunstancias personales y su experiencia vital y laboral. Por lo tanto, niegan a la Arqueología la capacidad de seguir el camino de las ciencias duras.

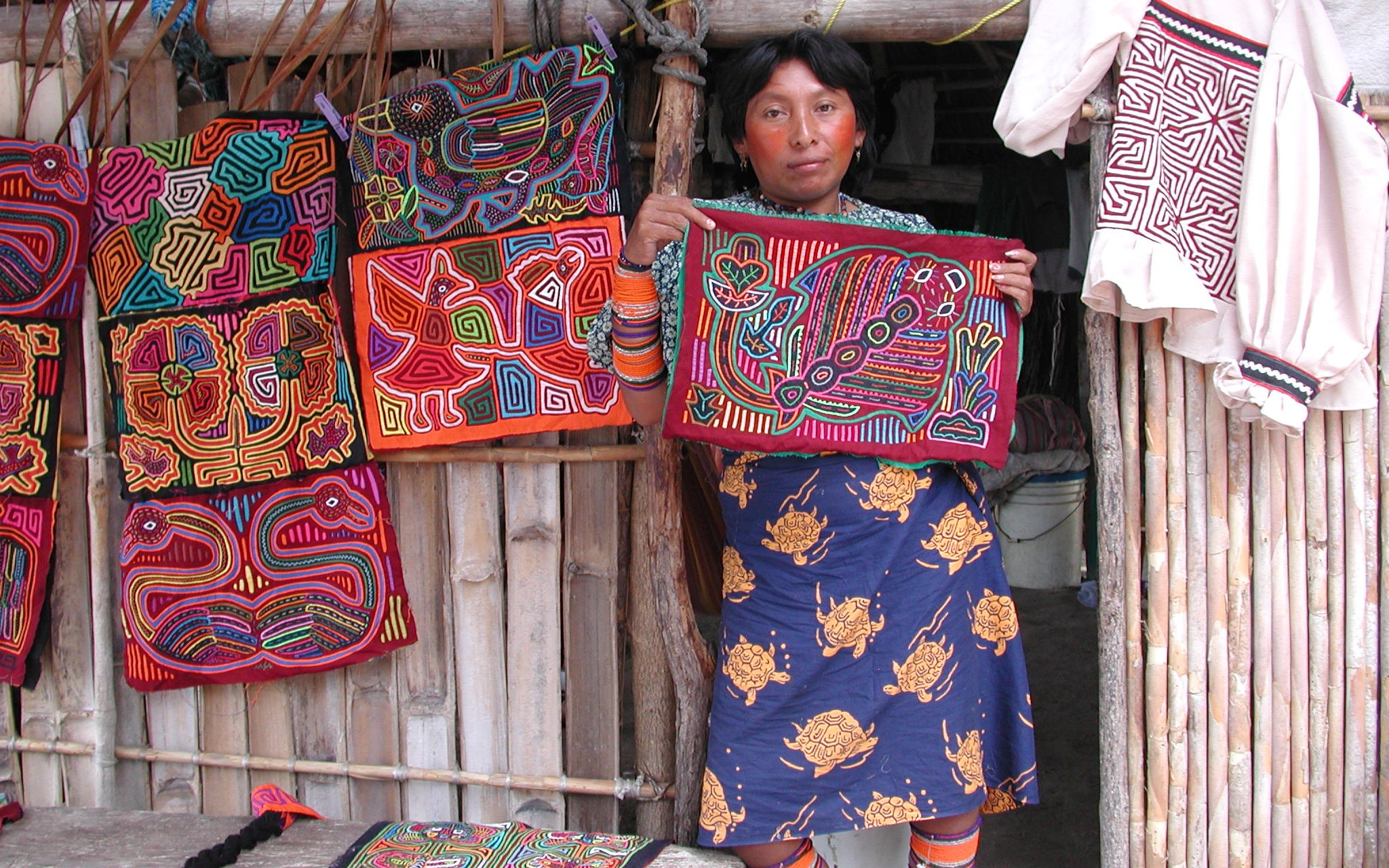
Una mujer kuna junto a sus típicos paños bordados o molas: un objeto cuyo papel, en la actualidad, ya es difícilmente interpretable: ¿social, artístico, económico?.

En efecto, si consideramos que en la arqueología de campo cada fenómeno es singular', por más que comparta con otros ciertos rasgos comunes y, sobre todo, si aceptamos que cada yacimiento es único, su estudio, su excavación nunca puede ser equiparada a un experimento de laboratorio, pues es un proceso destructivo e irrepetible. La arqueología se convierte, entonces, en un procedimiento relativo cuyo método no sólo consiste en analizar los restos procedentes de una excavación, sino también las actitudes y opiniones que suscita. Este enfoque es radicalmente opuesto al procesualismo, ya que reconoce que cada miembro del equipo puede, debe, brindar su diferente interpretación de los hechos, construyendo el pasado intersubjetivamente.
¿Qué beneficio puede reportar esto? En primer lugar, el enriquecimiento del debate teórico, que se estaba esclerotizando de nuevo; en segundo lugar, dejar paso a interpretaciones alternativas que hasta el presente habían sido marginadas por la jerarquía científica oficial impregnada de machismo, academicismo, racismo, europeocentrismo o neocolonialismo;... pueden ser puestos en tela de juicio y discutidos sin que haya asimetrías institucionales. Los postprocesualistas atacan al Método científico como un enfoque dictatorial impuesto por Occidente y que, a veces, antepone el progreso a la deontología. La protección del patrimonio cultural y arqueológico de un pueblo, de una región, se convierte en uno más de sus fines. Los postprocesualistas defienden que la moral debe controlar a la ciencia, incluso, que debe servirse de ella para lograr sus objetivos de justicia e igualdad.
Al margen del punto de vista ético o crítico, defienden la validez de las ciencias blandas, como la Historia, e incluso niegan la supuesta superioridad de las ciencias mal llamadas exactas. Curiosamente, los estudios postprocesualistas no carecen de mérito científico. Paradójicamente, sugieren que el protocolo debe seguirse lo más fielmente posible: los procedimientos científicos deben ser respetados porque la experiencia indica que el método permite avanzar (no siempre en la dirección adecuada). Aunque eso no hace que se elimine el relativismo: en esto no aceptan el falsacionismo popperiano, se puede contrastar una hipótesis favorablemente muchas veces, y, por supuesto, no basta una negativa para refutarla. Esto no quiere decir que todo valga.
Debido al relativismo y a la crítica de las jerarquías, el postprocesualismo es, a menudo, una etiqueta que se coloca a todo arqueólogo que se rebela contra el sistema. Lo cual es un error, pues hay muchos que siguen paradigmas marxistas, feministas, en favor de los derechos de los indígenas... Además, la libertad interpretativa ha conducido a multitud de escuelas locales, dentro de este paradigma, si bien, casi todas ellas comparten un nuevo acercamiento al Historicismo Cultural (cauteloso, eso sí), gracias a que éste dispone de herramientas de trabajo de campo, para periodos remotos, más potentes que el procesualismo, más enfocado éste a la interpretación teórica y a la etnología, y no a la Historia.